# Философски камък
Философски камък (на латински: lapis philosophorum) е названието на предполагаема субстанция, цел на алхимическите търсения. Предполага се, че тя има чудотворни свойства, като позволява превръщането на обикновени метали в благородни, най-вече в злато, но също лекува всякакви болести и осигурява дълголетие (дори безсмъртие). В съчиненията, посветени на алхимията, прилагателното 'философски' се използва метафорично за обозначаване на разни същности, така че се говори също за 'философски живак' и 'философска сяра' – субстанции, добивани след дълга обработка чрез многократно пречистване. „Камък“ е конкретното название на агрегатно състояние, наред с други като 'течност' или 'метал'.
Предметът на алхимията е бил обозначаван по множество образни начини, но упоменаване на 'философския камък' не се среща в ранните гръцки източници; то има свой еквивалент и в другите традиции, индийска или китайска например.

## Философският камък и Никола Фламел
Според легендите Никола Фламел създава легендарния камък в своята алхимическа лаборатория на 17 януари 1382 г.. Известното за това идва от неговата книга „Книга с Йероглифи“, в която се разказва как почти случайно станал алхимик.
След поклонничество в Компостела Фламел се върнал в Париж и след три години труд постигнал целта си. „Направих проекция на червения камък върху определено количество живак в присъствие единствено на Пренел, което превърнах в почти същото количество чисто злато“, пише той. Фламел го направил само три пъти. Ала това било много повече, отколкото му трябвало. Двамата с Пернел (жена му) живели скромно и използвали богатството си за благото на другите. През останалите си години те основали и издържали 14 болници, построили религиозни паметници, плащали за поддръжката на черкви и гробища и давали щедри подаяния на бедните вдовици и сиропиталища. Пернел починала през 1397 г. и Никола Фламел прекарал последните си години в писане на алхимически трудове. Той умрял на 22 март 1417 г. и бил погребан в черквата „Сен Жак Бушери“, която се намирала близо до дома му.
Към 17 век историята на Фламел била вече обгърната в легенди. Разказвало се, че скоро след смъртта му крадци проникнали в дома му, търсейки злато. След като не открили нищо, отворили ковчега на великия алхимик с надеждата да открият парче от камъка. Вместо това установили, че ковчегът е празен – нямало нито камък, нито Фламел! Някои смятат, че Никола и Пернел не са умирали. Те използвали камъка, за да станат безсмъртни. Последвал взрив от съобщения на очевидци, които твърдели, че са видели Фламел. Един пратеник на крал Луи XIV дори заявил, че ги срещнал в Индия. През 1761 г. ги „видели“ на постановка в Парижката опера.

## Психоаналитични хипотези
Карл Густав Юнг, при изследването на алхимически трудове, стига до извод, описан в предговора към превода на „Тайната на Златното Цвете“, че „философският камък“ е метафора за намирането на ядрото на личността, а „превръщането на обикновени неща в злато“ – умението да се управлява вътрешната жизнена енергия.